# Rovereto
Rovereto (alemany Rofreit) és un municipi italià, situat a la regió de Trentino – Tirol del Sud i a la província de Trento. L'any 2007 tenia 37.053 habitants. Limita amb els municipis d'Ala, Calliano, Folgaria, Isera, Mori, Nogaredo, Pomarolo, Terragnolo, Trambileno, Vallarsa, Villa Lagarina i Volano.

## Administració
| Període | Identitat         | Partit        |
| ------- | ----------------- | ------------- |
| 2005-   | Guglielmo Valduga | Llista Cívica |

## Personatges il·lustres
- Ettore Tolomei, geògraf